# Кызылординский областной казахский музыкально-драматический театр имени Нартая Бекежанова
Кызылординский областной казахский академический музыкально-драматический театр им. Н. Бекежанова — один из ведущих театров Казахстана.

## История
Театр основан в 1955 году на базе театров Алматинской области, Енбекшиказаха и Каратальского района. 
В 1960 году по решению Министерства культуры Казахской ССР в марте театр переехал в Кызылорду и открылся трагедией Габита Мусрепова «Акан Сери - Актокты», а в 1970 году театру было присвоено имя Нартая Бекежанова. В 1985 году театр переехал в новое здание. В 1997 году театр был переименован в Кызылординский областной казахский музыкально-драматический театр имени Нартая Бекежанова.
Основателями театра были О. Насымханов. С. Масина, Т. Айнакулов, Ш. Бакирова, Ж. Багисова, О. Абдымомунов, Ш. Абдибаев, С. Шотыков, К. Копбаева, А. Манасбаев, Ш. Марденов и первый режиссер Ж. Абильтаев.
С 2003 года художественный руководитель и главный режиссер театра - Амир-Темир, Хусейн Жусипулы
Кызылординский областной казахский музыкально-драматический театр имени Нартая Бекежанова был удостоен статуса «Академический» Правительством Республики Казахстан 24 октября 2019 года №800.

## Труппа
1. Бакытбек Алпысбай — Заслуженный артист Казахстана
2. Абжанова Камила Абжанова — Заслуженный деятель Казахстана
3. Бектемис Ботбаев — обладатель знака «Мәдениет қайраткері»
4. Алмагуль Артыкбаева — обладатель знака «Мәдениет қайраткері»
5. Айгуль Байдалиева — «Отличник культуры» РК
6. Карлыгаш Айтжанова — «Отличник культуры» РК
7. Нурлыбек Шналиев — «Отличник культуры» РК
8. Залипа Тулепова — Заслуженный деятель Казахстана
9. Бакытбек Темирбек — Заслуженный деятель Казахстана
10. Зауре Коздыбаева — «Отличник культуры» РК
11. Угым Баймаханов — «Отличник культуры» РК
12. Сырым Абдразаков — «Отличник культуры» РК

## Награды и премии
1. В 1976 и 1978 годах Кызылординский театр дважды удостаивался Красного Знамени Министерства культуры СССР.
2. В 1981 году коллектив театра участвовал в ГДР Фестивале драмы в СССР с трагедией Фридриха Шиллера «Зло и любовь» и был признан лауреатом фестиваля.
3. В 2000 году коллектив театра принял участие в VIII Республиканском фестивале театров в Павлодаре с постановкой Дулата Исабекова «Лебедь-Шелк», в номинации «Лучшая сценография» победил главный художник театра Серик Пирмаханов, в номинации «Лучшая эпизодическая роль» - Заслуженный артист Казахстана Берик Алпысбай.
4. В 2003 году коллектив театра принял участие в XI Республиканском фестивале театров, посвященном 200-летию Махамбета Утемисова в Уральске со спектаклем «Исатайдың барында» драматурга Турара Алипбая и занял второе место.
5. В 2004 году коллектив театра принял участие в XII Республиканском фестивале театров, посвященном 100-летию Капана Бадырова в Костанае со спектаклем «Аласапыран» Жусупбека Аймаутова и Беимбета Майлина и занял второе место.
6. В 2005 году коллектив театра принял участие в Международном фестивале тюркских театров «Наурыз», посвященном 1000-летию столицы  Казани, и Руслан Ахметов стал победителем в номинации «За лучший мужской роль».
7. В 2005 году коллектив театра завоевал Гран-при XII Республиканского фестиваля театров, посвященного 100-летию Курманбека Жандарбекова и Канабека Байсеитова в Кызылорде с трагедией Уильяма Шекспира «Макбет».
8. В 2008 году коллектив театра принял участие в XVI Республиканском фестивале театров Казахстана, посвященном 80-летию Нурмухана Жанторина в Актау и занял 3 место.
9. В 2009 году коллектив театра участвовал в XVII Республиканском театральном фестивале, посвященном 175-летию Биржана Сала Кожагуловича в Караганде с трагикомедией Султанали Балгабаева «Человек, который не лжет», а Байдалиева была награждена в номинации «За лучший женский образ».
10. В 2010 году коллектив театра участвовал в III Международном театральном фестивале Центральной Азии в Алматы с драмой Рахимжана Отарбаева «Мустафа Шокай» и победил в номинации «За поднятие политической и социальной темы».
11. В 2012 году коллектив театра участвовал в Международном фестивале тюркоязычных театров «Тысяча дыханий и один голос» в Конье, Турция, со спектаклем «Тобекоз» по пьесе Тургай Нар и был награжден специальным дипломом.
12. В 2014 году коллектив театра принял участие в XXII Республиканском фестивале драматических театров Казахстана, посвященном 100-летию Сабиры Майкановой в Кызылорде с трагедией Мухтара Ауэзова «Каракоз» и Заслуженный артист Казахстана Алпысбаев награжден в номинации «Долголетие актеров театра», режиссер-художник Пирмаханов награжден в номинации «Лучшее сценографическое решение».
13. В апреле 2015 года коллектив театра представил в Лондоне спектакль на казахском языке.
14. Коллектив театра принял участие в Международном фестивале искусств «Фриндж» в Эдинбурге, Шотландия, с спектаклем «Акбаян» по пьесе Габита Мусрепова «Козы Корпеш-Баян Сулу».
15. В 2018 году драма Рахимжана Отарбаева «Народный комиссар Жургенов» победила в трех номинациях на VII Международном театральном фестивале Казахстана и Средней Азии, посвященном 20-летию Астаны и 120-летию государственного и общественного деятеля Темирбека Жургенова в Талдыкоргане в 2018 году. Коллектив театра был награжден в номинации «Лучшая драма отечественных авторов», Бахытбека Алпысбаева, сыгравшего роль отца Жургенова Кара, в номинации «Лучший вспомогательный образ» и Сырыма Абдразакова за лучшее исполнение Темирбека Жургенова.

## Репертуар
1. Г. Мусирепов «Ақбаян»
2. М. Ауэзов «Қарагөз»
3. Д. Исабеков «Ескі үйдегі кездесу»
4. Д. Исабеков «Құстар фестивалі»
5. Е. Толеубай «Абай»
6. А. Чехов «Күзгі раушан гүлдері»
7. Д. Рамазан «Абылай ханның арманы»
8. А. Акпанбет «Түнгі көбелектер»
9. М. Сарсеке «Тендерге түскен келіншек»
10. Ж. Ергалиев «Құлпытастың көз жасы»
11. М. Серикбаев «Заман-ай»
12. Р. Отарбаев «Нашақор жайлы новелла»
13. Р. Отарбаев «Нарком Жүргенов»
14. Р. Отарбаев «Мұстафа Шоқай»
15. Ж. Б. Мольер «Ақымақ болған басым-ай»
16. У. Шекспир «Макбет»
17. И. Сапарбай «Ауылдан келген ару»
18. И. Сапарбай «Сыған серенадасы»
19. И. Сапарбай «Жалаңтөс»
20. М. Хасенов «Пай-пай, жас жұбайлар ай»
21. С. Жунисов «Қысылғаннан қыз болдық»
22. К. Жунисов «Ғашықтар хикаясы»
23. С. Балгабаев «Ғашықсыз ғасыр»
24. С. Балгабаев «Ең әдемі келіншек»
25. Б. Алимжанов «Меңсұлу»
26. А. Тажибаев «Екі дәурен бір ғұмыр»
27. А. Вампилов «Метранпаж»
28. Л. Егембердиева «Көресіні көрмей»
29. А. Тауасаров «Махаббат аралы»
30. Б. Айдарбеков «Қара мең»
31. А. Киребаев «Махаббат пен ғадауат»
32. С. Ембергенов «Ана жүрегі»
33. Т. Ахтанов «Ант»
34. А. Оразбеков «Бір түп алма ағаш»
35. О. Бодыков «Нартай»
36. М. Ф.Ахундзаде «Кетпейсің!Болды, кетпейсің...»
37. Х. Жусипулы «Ешкімге керегі жоқ ауыл»
38. К. Мухамеджанов  «Құдағи келіпті» и др.